# Poul Søgaard
Poul Søgaard, né le 12 novembre 1923 à Dalum (da) (Danemark) et mort le 13 décembre 2016, est un homme politique danois, membre des Sociaux-démocrates, ancien ministre et ancien député au Parlement (le Folketing).